# Jurij Vasil'evič Malyšev
Jurij Vasil'evič Malyšev (in russo Юрий Васильевич Малышев) (Nikolaevsk, 27 agosto 1941 – 8 novembre 1999) è stato un cosmonauta sovietico.
Ha comandato le missioni Soyuz T-2 e Soyuz T-11.